# BIM (virksomhed)
BİM Birleşik Mağazalar A.Ş. (BİM) er en tyrkisk dagligvarekoncern og discountbutikskæde. I 2016 havde de 37.439 ansatte.
Bim A.Ş.blev etableret i 1995 i Istanbul. Den primære aktionær er Mustafa Latif Topbaş. Virksomheden havde i 2021 10.330 butikker. BİM driver også datterselskabet File med 135 hypermarkeder.